# 让·多塞
讓-巴普提斯特-加百列-若阿尚·多塞（法語：Jean-Baptiste-Gabriel-Joachim Dausset，1916年10月19日—2009年6月6日），法國免疫學家，於1980年因為發現主要組織相容性複合體（major histocompatibility complex）的基因與其作用，而與巴茹·貝納塞拉夫及喬治·斯內爾共同獲得諾貝爾生理學或醫學獎。此外，他也是沃爾夫醫學獎的獲得者。